# Ritratto di famiglia Anguissola
Il Ritratto di famiglia Anguissola è un dipinto di Sofonisba Anguissola, in cui sono presenti suo padre Amilcare (1492-1573), suo fratello Asdrubale e sua sorella Minerva che, quando Vasari vide il dipinto, era da poco defunta. Sulla scorta dell'età dimostrata da Asdrubale, che sappiamo nato nel 1551, il dipinto è databile 1558.

## Storia
Questo dipinto fu ammirato e descritto da Giorgio Vasari che, per aggiornare la seconda edizione delle sue Vite, fece un viaggio nell'Italia settentrionale e soggiornò anche a Cremona, proprio in casa Anguissola, dove il Ritratto di famiglia Anguissola era allora conservato. Scrisse Vasari, nelle Vite: «In un altro quadro si vede ritratto dalla medesima Sofonisba il signor Amilcare suo padre, che ha da un lato una figliuola di lui, sua sorella, chiamata Minerva, che in pittura e in lettere fu rara, e dall'altro Asdrubale figliuolo del medesimo, ed a loro fratello; e anche questi sono tanto ben fatti, che pare che spirino e sieno vivissimi.»
Ricordato nelle collezioni Borghese nel 1650, il Ritratto di famiglia Anguissola fu messo in vendita a Parigi nel 1819 e probabilmente in quell'occasione fu acquistato dal pittore danese Wilhem Marstrand che lo cedette al museo di Nivå, come opera di ignoto pittore. Nel 1904 Theodor von Frimmel ne identificò l'autrice in Sofonisba Anguissola. Il riconoscimento fu acquisito dal Thieme-Becker del 1907.
Fu esposto nel 1911 alla Mostra del Ritratto italiano', a Firenze. Nel 1985 tornò a Cremona, alla mostra I Campi e la cultura artistica cremonese del Cinquecento.

### Descrizione
Le persone sono viste al naturale, impegnate in reciproci rapporti di protezione e tenerezza. Ritratto di famiglia Anguissola è stato infatti così descritto: «Affettuoso ritratto di tre membri di una stessa famiglia, quest'opera coglie le somiglianze e le differenze di personalità e le inquadra in una composizione ambiziosa.»
Nella composizione sono presenti sia le forme auliche e dinastiche, tipiche dei ritratti di famiglie regnanti, sia quelle più intime dei ritratti di famiglie alto borghesi e nobili. Non manca il cagnolino, simbolo di fedeltà e di amicizia.
In casa Anguissola anche le figlie avevano la possibilità di studiare, di affinare quindi i propri talenti, di partecipare poi alla vita culturale cittadina. Minerva era una donna dotta, eccellente nella poesia, nella filosofia, nell'eloquenza. Le ragazze Anguissola appartenevano ad un ceto elevato e in famiglia si curava la formazione della donna. I dipinti di Sofonisba Anguissola e quelli delle sue sorelle non erano pagati, bensì donati.
Minerva, elegante nel suo abito damascato, con una mano sostiene la veste rimboccata e con l'altra stringe un mazzolino di fori. Era stata raffigurata da sua sorella Sofonisba nella Partita a scacchi, dipinta nel 1555. Asdrubale, col suo corto spadino, con i suoi guanti di pelle sottile, ha l'atteggiamento sicuro del rampollo di una famiglia nobile e affermata. Il padre invece punta gli occhi fuori del quadro, verso lo spettatore. Lo sguardo tenero della sorella, dal sorriso in chiave leonardesca, si accompagna all'atteggiamento fiducioso del fratello, conscio di rappresentare la continuità dinastica.
Lo spazio è delimitato da tre tronchi d'albero, collegati da un drappo rosso: sono una quinta al paesaggio alla fiamminga, sfumato in cilestrino. Un tronco è spezzettato e allude alla caducità della vita. Nella parte bassa del dipinto si notano spazi di non finito, probabilmente per la partenza di Sofonisba Anguissola per la Spagna, nel 1559.
«Il triplice ritratto di Sofonisba oggi a Nivå, databile intorno al 1558, si collega a quest'opera, quasi senza soluzione di continuità, nell'apertura sul paesaggio di estrazione emiliana, [...] e nella nota dell'azzurro della veste di Minerva, che domina e si effonde con la stessa sommessa intensità del mantello della Madonna al centro della pala di San Pietro.»
Il volto di Minerva risente ancora di sollecitazioni leonardesche. Delicate sono le velature sui volti. Nel Ritratto di famiglia Anguissola Sofonisba ha descritto una vita familiare intensa e concorde: un dialogo stringente si crea fra la tela e chi guarda il dipinto.